# Liste der Opel RAK-Fahrzeuge
Die Liste der Opel RAK-Fahrzeuge beschreibt alle Prototypen und Konzeptfahrzeuge der Firma Opel, die als raketengetriebene Land- oder Luftfahrzeuge gebaut wurden oder wie das Opel RAK e als Hommage an diese Fahrzeuge so benannt wurden.
Sie dienten sowohl der Grundlagenforschung, wurden aber auch stets zu Werbe- und Promotionzwecken eingesetzt.

## Liste
| Name              | Art                | Vorstellung        | Ort                                                          | Pilot            | Erreichte Geschwindigkeit                       | Antrieb      |                                                                                                  | Quellen                 |
| ----------------- | ------------------ | ------------------ | ------------------------------------------------------------ | ---------------- | ----------------------------------------------- | ------------ | ------------------------------------------------------------------------------------------------ | ----------------------- |
| Opel RAK1         | Automobil          | 12. März 1928      | Opel-Rennbahn, Rüsselsheim                                   | Kurt C. Volkhart | 75 km/h                                         | < 5 Raketen  | 12. März 1928, Opel-Rennbahn: RAK1, rechts am Wagen Sander, der Konstrukteur des Raketenantriebs | [ 2 ]                   |
| Opel RAK1         | Automobil          | 11. April 1928     | Opel-Rennbahn, Rüsselsheim                                   | Kurt C. Volkhart | 140 km/h                                        | 12 Raketen   | 12. März 1928, Opel-Rennbahn: RAK1, rechts am Wagen Sander, der Konstrukteur des Raketenantriebs | [ 3 ] [ 4 ]             |
| Opel RAK2         | Automobil          | 23. Mai 1928       | AVUS, Berlin                                                 | Fritz von Opel   | 238 km/h                                        | 24 Raketen   | Opel RAK2 im Technikmuseum Speyer                                                                | [ 5 ]                   |
| Opel RAK III      | Schienen- fahrzeug | 23. Juni 1928      | In Bau befindliche Bahnstrecke Hannover-Celle, bei Burgwedel | unbemannt        | 1. Lauf: 256 km/h 2. Lauf: nach 30 m explodiert | 24 Raketen   | Burgwedel, Raketenwagen auf Eisenbahnschienen                                                    | [ 6 ] [ 7 ] [ 8 ] [ 9 ] |
| Opel RAK IV       | Schienen- fahrzeug | 4. August 1928     | In Bau befindliche Bahnstrecke Hannover-Celle, bei Burgwedel | unbemannt        | nach 70 m explodiert                            | 29 Raketen   |                                                                                                  | [ 10 ]                  |
| Opel RAK V        | Schienen- fahrzeug | 4. August 1928     | In Bau befindliche Bahnstrecke Hannover-Celle, bei Burgwedel | unbemannt        | nicht eingesetzt (Startverbot)                  | 30 Raketen   |                                                                                                  | [ 10 ]                  |
| Opel RAK-Motorrad | Motorrad           | November 1928      | IAA, Berlin                                                  |                  | nicht eingesetzt                                | 6 Raketen    |                                                                                                  | [ 11 ]                  |
| Opel-Sander RAK.1 | Flugzeug           | 10. September 1929 | bei Kelsterbach                                              | Julius Hatry     | 100 km/h (bei einer Strecke von 1,4 km)         | 3 Raketen    |                                                                                                  | [ 12 ]                  |
| Opel RAK e        | Automobil          | 15. September 2011 | IAA, Frankfurt                                               | -                | reines Konzeptfahrzeug                          | Elektromotor |                                                                                                  | [ 13 ]                  |